# 병아리 (드라마)
《병아리》(일본어: ひよっこ)는 2017년 4월 3일부터 9월 30일까지 방송된 NHK 연속 TV 소설의 제96시리즈 작품이다.

## 등장인물

### 주인공
- 야타베 미네코 : 아리무라 카스미

### 오쿠 이바라키 촌 사람들

#### 야타베 가 사람들
- 야타베 시게루 : 후루야 잇코
- 야타베 미노루 : 사와무라 잇키
- 야타베 미요코 : 기무라 요시노
- 야타베 치요코 : 미야하라 카나우
- 야타베 스스무 : 타카하시 라이
- 코이와이 무네오 : 미네타 카즈노부
- 코이와이 시게코 : 야마사키 시즈요

#### 스케가와 가 사람들
- 스케가와 토키코 : 사쿠마 유이
- 스케가와 키미코 : 하다 미치코
- 스케가와 쇼지 : 토야마 토시야
- 스케가와 토요사쿠 : 시부야 켄토

#### 스미타니 가 사람들
- 스미타니 미츠오 : 이즈미사와 유키
- 스미타니 키요 : 시바타 리에
- 스미타니 마사오 : 아사쿠라 신지
- 스미타니 타로 : 오노우에 히로유키

### 그 외 오쿠 이바라키 촌 사람들
- 마시코 지로 : 마츠오 사토루

## 스태프
- 작 - 오카다 요시카즈
- 음악 - 미야가와 아키라
- 주제가 - 쿠와타 케이스케〈젊은 광장(若い広場)〉
- 연출 - 구로사키 히로시, 다나카 다다시, 후쿠오카 도시타케, 와타나베 데쓰야, 가와카미 쓰요시, 호리우치 유스케, 마쓰키 겐스케, 이타가키 마이코
- 제작 통괄 - 가시 히로시

## 방송 일자
| 주 | 회        | 방송일                     | 부제                        | 연출                          | 시청률 |
| -- | --------- | -------------------------- | --------------------------- | ----------------------------- | ------ |
| 1  | 01 - 06   | 2017년 4월 03일 ~ 4월 08일 | 아버지 씨가 돌아온다!       | 구로사키 히로시               | 19.4%  |
| 2  | 07 - 012  | 0 4월 10일 ~ 4월 15일      | 우는 건 싫어 웃어 버리자    | 구로사키 히로시               | 19.2%  |
| 3  | 013 - 018 | 0 4월 17일 ~ 4월 22일      | 내일을 향해 달려라!         | 후쿠오카 도시타케             | 19.3%  |
| 4  | 019 - 024 | 0 4월 24일 ~ 4월 29일      | 여행의 때                   | 구로사키 히로시               | 19.1%  |
| 5  | 025 - 030 | 0 5월 01일 ~ 5월 06일      | 소녀들, 안전하게!           | 다나카 다다시                 | 18.2%  |
| 6  | 031 - 036 | 0 5월 08일 ~ 5월 13일      | 울려 라 젊은이의 노래       | 다나카 다다시                 | 19.6%  |
| 7  | 037 - 042 | 0 5월 15일 ~ 5월 20일      | 야자 열매들의 꿈            | 후쿠오카 도시타케             | 19.8%  |
| 8  | 043 - 048 | 0 5월 10일 ~ 5월 27일      | 여름의 추억은 멜론 색       | 와타나베 데쓰야               | 19.3%  |
| 9  | 049 - 054 | 0 5월 29일 ~ 6월 03일      | 작은 별의, 작은 빛          | 다나카 다다시                 | 19.1%  |
| 10 | 055 - 060 | 0 6월 05일 ~ 6월 10일      | 야타베 미네코 원 들어갑니다 | 구로사키 히로시               | 19.2%  |
| 11 | 061 - 066 | 0 6월 12일 ~ 6월 17일      | 아카네 장에 어서오세요!     | 후쿠오카 도시타케             | 19.6%  |
| 12 | 067 - 072 | 0 6월 19일 ~ 6월 24일      | 비밀 이야기와, 봄바람       | 와타나베 데쓰야               | 19.8%  |
| 13 | 073 - 078 | 0 6월 26일 ~ 7월 01일      | 비틀즈가 온다               | 다나카 다다시                 | 20.6%  |
| 14 | 079 - 084 | 0 7월 03일 ~ 7월 08일      | 나는 웃으며 살아 있습니다!  | 가와카미 쓰요시               | 20.4%  |
| 15 | 085 - 090 | 0 7월 10일 ~ 7월 15일      | 사랑, 버렸어.               | 와타나베 데쓰야               | 19.9%  |
| 16 | 091 - 096 | 0 7월 17일 ~ 7월 22일      | 함께 쓴 우산과 노크         | 호리우치 유스케               | 20.5%  |
| 17 | 097 - 102 | 0 7월 24일 ~ 7월 29일      | 운명의 사람                 | 구로사키 히로시               | 21.1%  |
| 18 | 103 - 108 | 0 7월 31일 ~ 8월 05일      | 괜찮아, 분명                | 다나카 다다시                 | 22.4%  |
| 19 | 109 - 114 | 0 8월 07일 ~ 8월 12일      | 다녀왔습니다. 돌아왔어요.   | 구로사키 히로시               | 22.4%  |
| 20 | 115 - 120 | 0 8월 14일 ~ 8월 19일      | 이제, 문제입니다.           | 마쓰키 겐스케                 | 20.9%  |
| 21 | 121 - 126 | 0 8월 21일 ~ 8월 26일      | 미니 스커트 바람이 분다.    | 가와카미 쓰요시               | 21.4%  |
| 22 | 127 - 132 | 0 8월 28일 ~ 9월 02일      | 트위기를 찾아라!            | 와타나베 데쓰야               | 22.0%  |
| 23 | 133 - 138 | 0 9월 04일 ~ 9월 09일      | 소녀들에게 꽃다발을         | 호리우치 유스케 마쓰키 겐스케 | 21.8%  |
| 24 | 139 - 144 | 0 9월 11일 ~ 9월 16일      | 새빨간 하트를 너에게        | 다나카 다다시 이타가키 마이코 | 21.7%  |
| 25 | 145 - 150 | 0 9월 18일 ~ 9월 23일      | 너무 좋아                   | 후쿠오카 도시타케             | 22.1%  |
| 26 | 151 - 156 | 0 9월 25일 ~ 9월 30일      | 굿바이, 나미다쿤            | 구로사키 히로시               | 23.0%  |